# Zooplankton

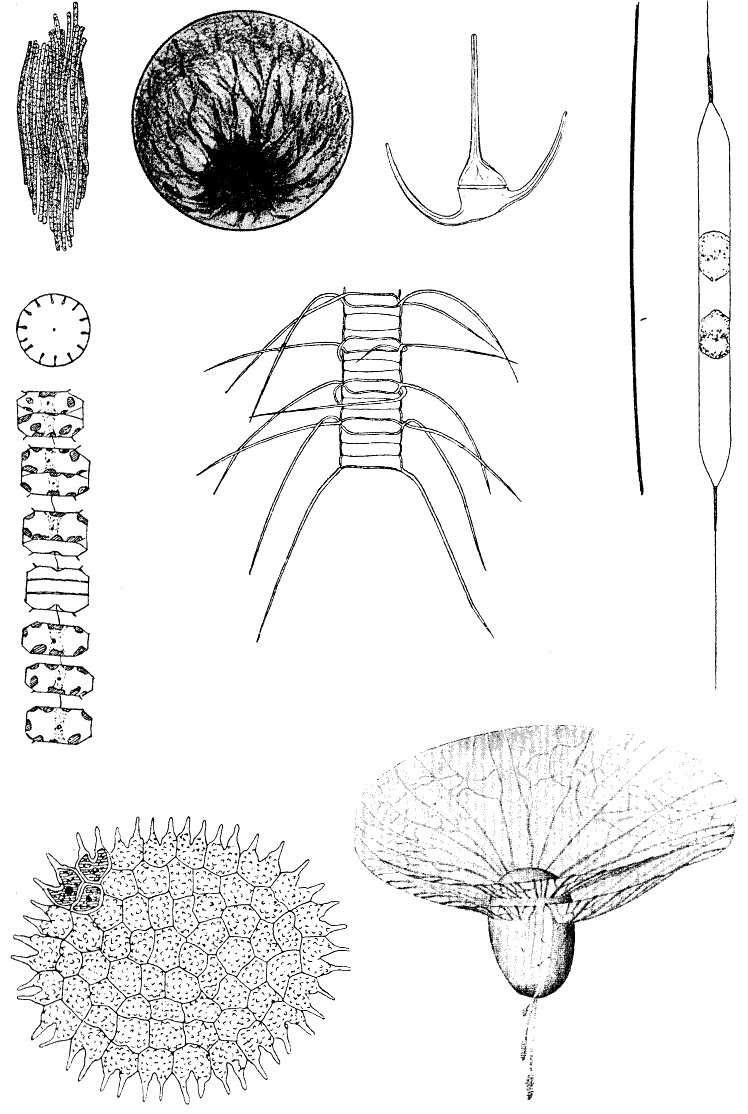
Plankton

Zooplankton (gr. ζῷον zôion – "zwierzę"; πλαγκτός planktós – "błąkający się") – plankton stworzony z organizmów zwierzęcych. W jego skład wchodzą przedstawiciele wielu grup zwierząt, np.: pierwotniaki, wrotki, skorupiaki, osłonice i larwy owadów. Zooplankton pełni ważną rolę w funkcjonowaniu ekosystemów wodnych, jest składnikiem wielu sieci troficznych. Z jednej strony odżywia się fitoplanktonem i bakterioplanktonem, regulując liczebność tych grup, z drugiej strony stanowi bazę pokarmową ryb planktonożernych. Narybek większości gatunków ryb słodkowodnych odżywia się zooplanktonem.

## Podział ze względu na siedlisko
1. haliopozooplankton – słonowodny
2. limnozooplankton – słodkowodny
3. hypalimirozooplankton – morza
4. eulimmozooplankton – jeziora
5. heleoplankton – stawy
6. potamozooplankton – rzeki

## Podział ze względu na czas przebywania w toni wodnej
1. holozooplankton (eutanozooplankton)
2. merozooplankton (henizooplankton) – sezonowo; stadia larwalne, ichtiozooplankton
3. tychozooplankton – tylko bentosowy, z udziałem wirów, prądów

## Podział ze względu na odległość od brzegu
1. pelagiczny – z daleka od brzegu; ślimaki skrzydłonogie, widłonogi, wioślarki, rurkopławy, parzydełkowce, gatunki strzałki
2. litoralny (meroplankton) – przybrzeżny; wrotki, wirki, larwy muchówek.